# Jitzchak Modai

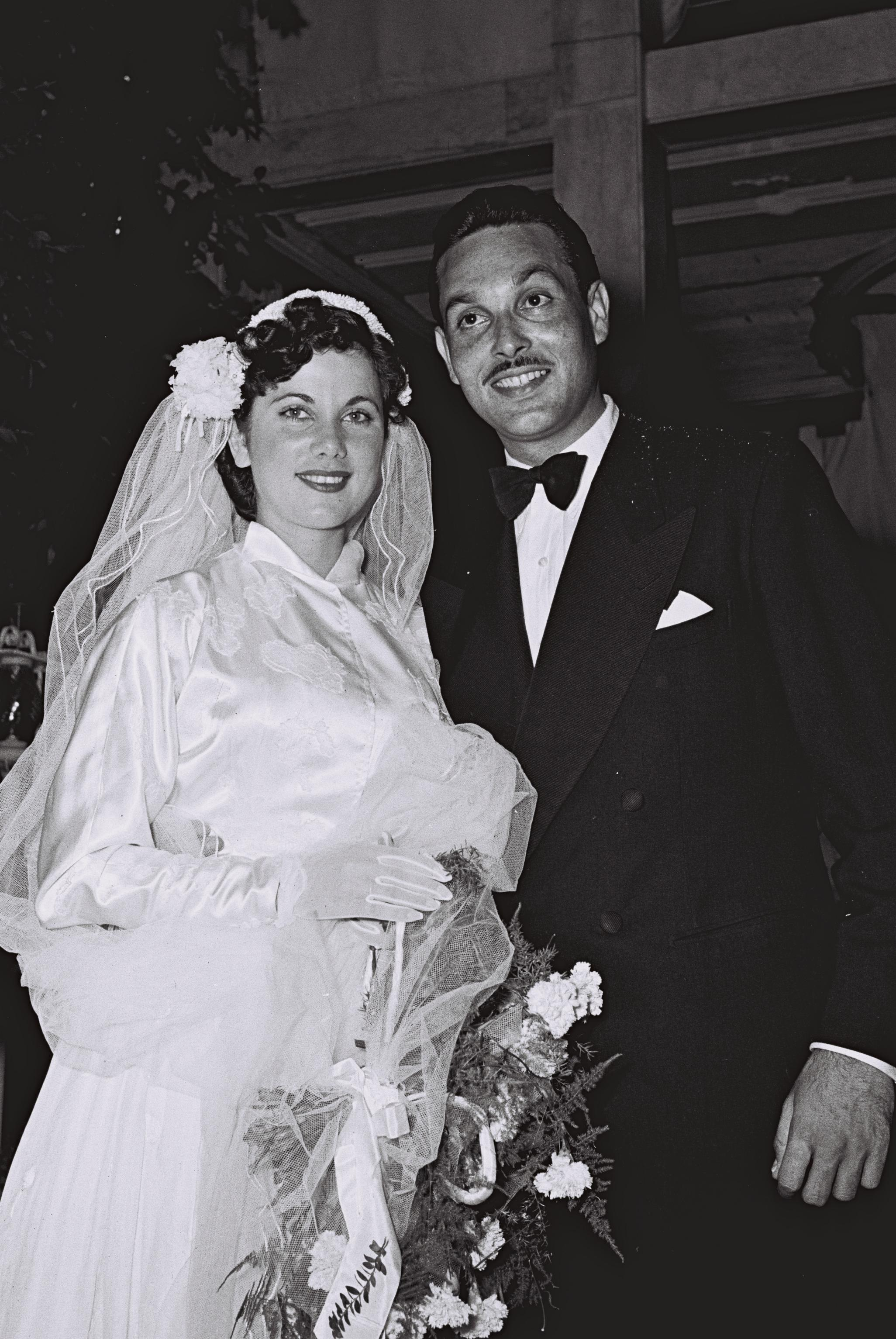
Modai mit seiner Ehefrau Michal Har'el bei der Hochzeit 1953

Jitzchak Modai (Yitzhak Moday) (hebräisch יצחק מודעי‎, * 17. Januar 1926 in Tel Aviv als Yitzhak Mederowitz; † 14. Mai 1998 ebenda) war ein israelischer Politiker und langjähriger Minister.

## Biografie
Nach dem Besuch einer High School in Tel Aviv und des Technion in Haifa absolvierte er ein Studium der Rechtswissenschaften an der Zweigstelle der Hebräischen Universität Jerusalem in Tel Aviv. Darüber hinaus studierte er neben Rechtswissenschaften auch Wirtschaftswissenschaften an der London School of Economics. Seinen Dienst bei den Streitkräften (IDF) leistete er von 1951 bis 1953 als Stellvertretender Militärattaché an der Botschaft in London ab und war dort auch Mitglied einer Waffenstillstandskommission. Nach seiner Verabschiedung aus dem Militärdienst im Rang eines Oberstleutnants 1953 war er als Rechtsanwalt tätig. 1961 wurde er Vorsitzender der Ehemaligenvereinigung des Technion.
1961 trat er der von Peretz Bernstein neugegründeten Liberalen Partei (Miflaga Liberalit Jisra’elit) bei und war von 1965 bis 1968 Mitglied des Parteidirektoriums. Von 1969 bis 1973 war er Präsident des Gemeinderates von Herzlia. 1969 wurde er auch Vizepräsident der Amerikanisch-Israelischen Handelskammer und war zudem auch 1971 bis 1973 Vorsitzender der Vereinigung der Werbewirtschaft.
Seine nationale politische Laufbahn begann er am 21. Januar 1974 mit der Wahl zum Abgeordneten der Knesset, in der bis zum 13. Juli 1992 die Interessen der Partei zur Förderung der zionistischen Ideen sowie danach der Neuen Liberalen Partei (Miflaga Libralit Chadascha) innerhalb des Likud vertrat.
Am 20. Juni 1977 wurde er von Ministerpräsident Menachem Begin zum Minister für Energie und Infrastruktur in dessen Kabinett berufen und behielt dieses Amt bis zum 5. August 1981. Zusätzlich war er vom 15. Januar 1979 bis zum 22. Dezember 1980 Kommunikationsminister. Im nachfolgenden Kabinett von Begin war er zunächst vom 5. August 1981 bis zum 19. Oktober 1982 Minister ohne Portefeuille, ehe er anschließend wieder Minister für Energie und Infrastruktur wurde und dieses Amt auch im nachfolgenden Kabinett von Jitzchak Schamir bis zum 13. September 1984 bekleidete. 
Im Kabinett von Shimon Peres war er danach bis zum 16. April 1986 Finanzminister sowie danach bis zum 23. Juli 1986 Justizminister und legte als solcher nicht nur ein Gesetz zur Bestrafung der Verleugnung des Holocaust vor, sondern legte auch öffentlich dar, dass Israel ausreichend Belastungsmaterial zur Anklage wegen Kriegsverbrechen gegen den früheren österreichischen Generalsekretär der Vereinten Nationen Kurt Waldheim hätte. Als Finanzminister entwickelte er die „direkte Integrationspolitik“, nach der die Regierung jedem Einwanderer ein „Eingliederungspaket“ in bar gewährt, das der Einwanderer für einen Zweck seiner Wahl verwenden kann.
In der anschließenden Regierung von Schamir war er vom 20. Oktober 1986 bis zum 22. Dezember 1988 wieder Minister ohne Portefeuille. In der Ersten Intifada (1987–1993) kritisierte er den General Amram Mitzna, weil dieser seiner Meinung nach im Westjordanland nicht hart genug gegen die Palästinenser vorging, worauf dieser ihm entgegnete, dass er sich an das Gesetz halten müsse.
Danach ernannte ihn Schamir in seinem bis zum 11. Juni 1990 amtierenden Kabinett zum Minister für Wirtschaft und Planung. Zuletzt war er wiederum bis zum 13. Juli 1992 Finanzminister in der Regierung Schamir. Nach seiner Wahlniederlage 1992 schied er auch aus dem Kabinett aus. Begraben wurde er auf dem Nahalat-Yitzhak-Friedhof in Givʿatajim.
Sein Sohn Boaz Modai trat später in die Fußstapfen seines Vaters und wurde ebenfalls Diplomat.

## Veröffentlichungen
- Erasing Zeros, 1988